# Clausius (unità di misura)
Il clausius è un'unità di misura dell'entropia che non appartiene al Sistema internazionale di unità di misura.
È indicato con il simbolo Cl e corrisponde a 4,184 J/K.